# جادسون (لاعب كرة قدم)
جادسون هو لاعب كرة قدم برازيلي في مركز الوسط، ولد في 6 مايو 1992 في سالفادور في البرازيل. شارك مع منتخب غينيا الاستوائية لكرة القدم. أما مع النوادي، فقد لعب مع نادي ساو بيرناردو ونادي كويابا.

## وصلات خارجية
- جادسون (لاعب كرة قدم) على موقع الاتحاد الدولي (مؤرشف)  (الإنجليزية)
- جادسون (لاعب كرة قدم) على موقع قاعدة بيانات كرة القدم.إي يو (الإنجليزية)
- جادسون (لاعب كرة قدم) على موقع ناشيونال فوتبول تيمز (الإنجليزية)
- جادسون (لاعب كرة قدم) على موقع Soccerway.com (الإنجليزية)